# 荣华寺
荣华寺，位于山西省晋中市和顺县城南10公里的东喂马村西，是中华人民共和国山西省文物保护单位之一。
1996年1月12日，授予山西省文物保护单位，是一座古建筑及历史纪念建筑物。